# Harald Feuchtmann
Harald Johann Feuchtmann Pérez (Punta Arenas, Chile, 21 de diciembre de 1987) es un jugador profesional de balonmano chileno que desde la temporada 2018 juega en el AIK Handboll de Suecia en la posición de extremo izquierdo. Es internacional con la selección de balonmano de Chile desde categorías menores. Fue el primer balonmano chileno en jugar en Alemania, en la temporada 2011.  
Es hermano de los jugadores de balonmano Emil, Erwin e Inga Feuchtmann; todos juegan profesionalmente en Europa y juntos trabajan en el proyecto Feuchtmann.

## Equipos
| Club                      | País     | Año       |
| ------------------------- | -------- | --------- |
| HV Ingenieros BM Almoradí | España   | 2009-2010 |
| TSV Friedberg             | Alemania | 2011-2013 |
| HG Köthen                 | Alemania | 2013-2014 |
| Bad Neustadt              | Alemania | 2014-2015 |
| DJK Waldbüttelbrunn       | Alemania | 2015-2017 |
| Leichlinger TV            | Alemania | 2017-2018 |
| Skogas Handboll Klub      | Suecia   | 2018      |

## Selección chilena
- 1 Medalla de Bronce, Campeonato Sudamericano 2010
- 1 Medalla de Bronce, Juegos Panamericanos Guadalajara 2011
- 1 Medalla de Bronce, Campeonato Panamericano de Balonmano Masculino de 2012